# Хантер, Роберт (велогонщик)
Роберт (Бобби) Хантер (англ. Robert Hunter; род. 22 апреля 1977 года,  Йоханнесбург, ЮАР) — бывший  южноафриканский шоссейный велогонщик, ныне спортивный директор американской команды Garmin-Sharp. Побеждал на этапах Тур де Франс и Вуэльты Испании.

## Карьера
Роберт Хантер дебютировал в профессиональном велоспорте с командой Lampre-Daikin. В первом же сезоне на 1 этапе Вуэльта Испании. В 2001 году стал первым южноамериканцем стартовавшим на Тур де Франс, а на испанской супермногодневке первенствовал на 17 этапе.
В 2002 перешёл в команду Mapei-Quick Step. Лучшим достижением стало первое место на этапе Тура Польши. С 2003 года два сезона выступал за команду Rabobank. Это принесло южноафриканцу две победы на Туре Швейцарии (2004), две победы на этапе и общий зачет Тура Катара.
В 2005 и 2006 году защищал цвета швейцарской команды Phonak Hearing Systems, в составе которой выиграл командную разделку на Туре Каталонии.
В 2007 году перешёл стал первым южноафриканским гонщиком, который победил на этапе Тур де Франс. В этот год Хантер выступал за британскую команду Barloworld, спонсорство которой осуществлялось из ЮАР.
С той поры его результаты стали ухудшаться. В 2012 году южноафриканец вернулся в команду  Garmin-Barracuda. В её составе победил в командной гонке на Туре Катара и Джиро д'Италия, в следующем сезоне особых успехов не добился и принял решение завершить карьеру.
С 2014 года Роберт Хантер спортивный директор Garmin-Sharp.

## Личная жизнь
Роберт Хантер женат на Клаудии. В семье воспитываются две дочери: Мэнди Инга (03.07.2008) и Хлоя Лунн (18.03.2010). Семья живёт в городе Арт (Швиц), Швейцария.